# جزيرة بوبا
جزيرة بوبا  (بالإنجليزية: Popa Island)‏ هي جزيرة تابعة لـ بنما في أرخبيل بوكاس ديل تورو. تبلغ مساحتها 53 كم².